# Mattia Frapporti
Mattia Frapporti (Gavardo, 2 luglio 1994) è un ex ciclista su strada italiano, è stato professionista dal 2017 al 2021.

## Carriera
Fratello minore di Marco e Simona Frapporti, a loro volta ciclisti, tra gli Allievi gareggia con la ASD Valle Sabbia Delio Gallina, formazione di Lavenone gestita dal padre Danilo. Tra gli Juniores è quindi attivo con il team S.C. Capriolo di Capriolo nel 2011 e con il G.C. Feralpi di Lonato nel 2012, ottenendo quattro successi. Nel 2012 partecipa anche ai mondiali a cronometro di categoria a Valkenburg, piazzandosi 29º.
Nel 2013 fa il suo esordio tra gli Elite/Under-23 con la Trevigiani-Dynamon-Bottoli; rimane tra le file della formazione trevigiana per quattro stagioni, cogliendo come miglior risultato il secondo posto alla Milano-Busseto 2016. Nel 2017 debutta da professionista con l'Androni Giocattoli-Sidermec di Gianni Savio, e già alla prima stagione da pro ottiene un successo, nella prima tappa del Tour du Jura, gara francese del calendario Europe Tour. Nel 2019 è sesto nella classifica generale del Tour of China II.

## Palmarès
- 2011 (S.C. Capriolo juniores, una vittoria)[5]

Trofeo Brebbia Remo e Montalbetti Pietro
- 2012 (G.C. Feralpi juniores, tre vittorie)[6]

Gran Premio Rossi Santini
Memorial Mamma e Papà Bregoli
Bracciale del Cronoman - Gran Premio BCC di Offanengo (cronometro)
- 2017 (Androni Giocattoli-Sidermec, una vittoria)

1ª tappa Tour du Jura (Arbois > Dole)

## Piazzamenti

### Classiche monumento
- Milano-Sanremo

2017: 186º
- Giro di Lombardia

2018: ritirato
2019: ritirato

### Competizioni mondiali
- Campionati del mondo

Limburgo 2012 - Cronometro Junior: 29º
Ponferrada 2014 - Cronosquadre: 25º

### Competizioni europee
- Campionati europei

Goes 2012 - Cronometro Junior: 38º
Goes 2012 - In linea Junior: 105º
Zlín 2013 - Cronometro Under-23: 30º